# Campaign for Real Ale

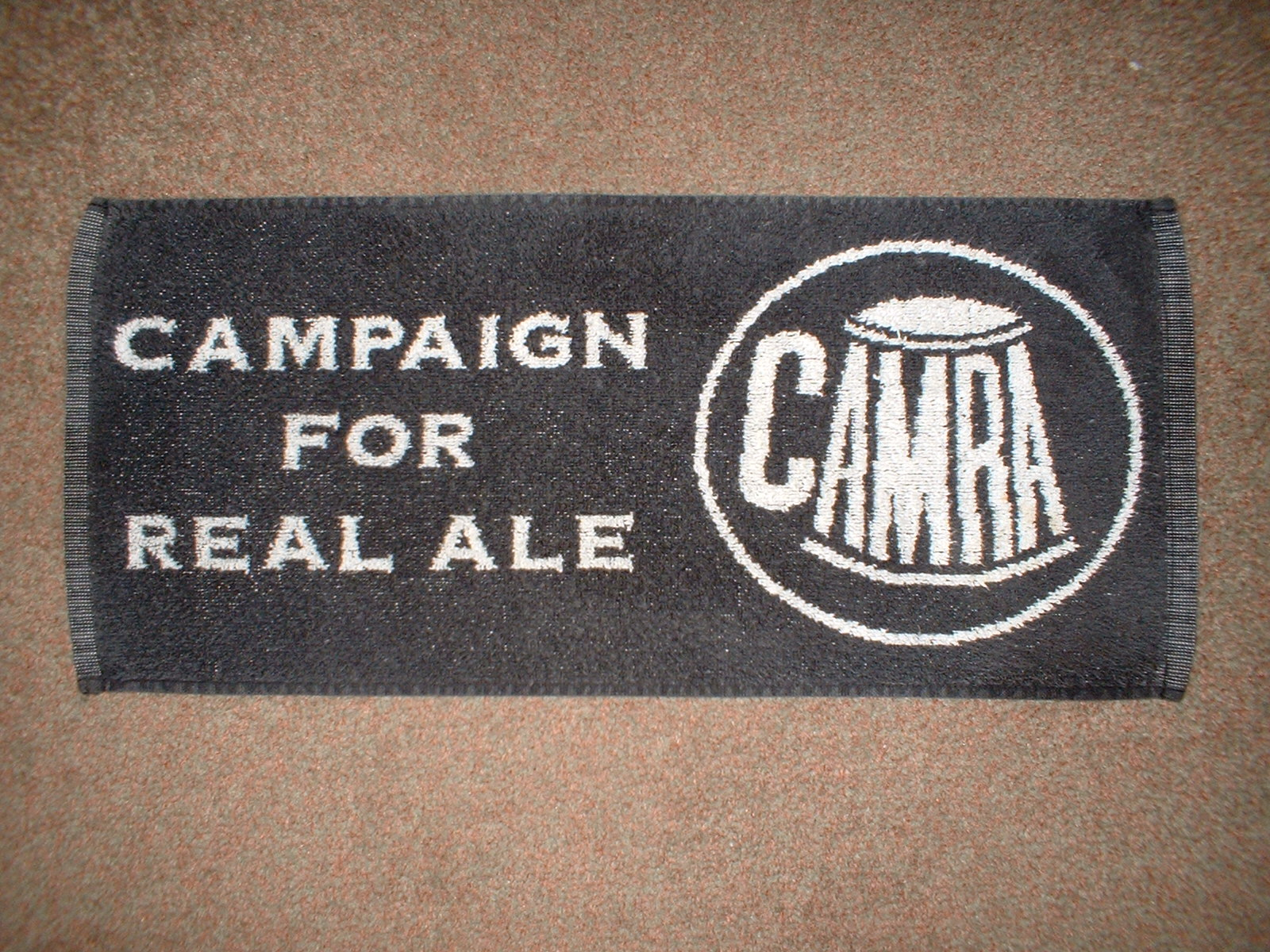
Barmański ręcznik z logo organizacji

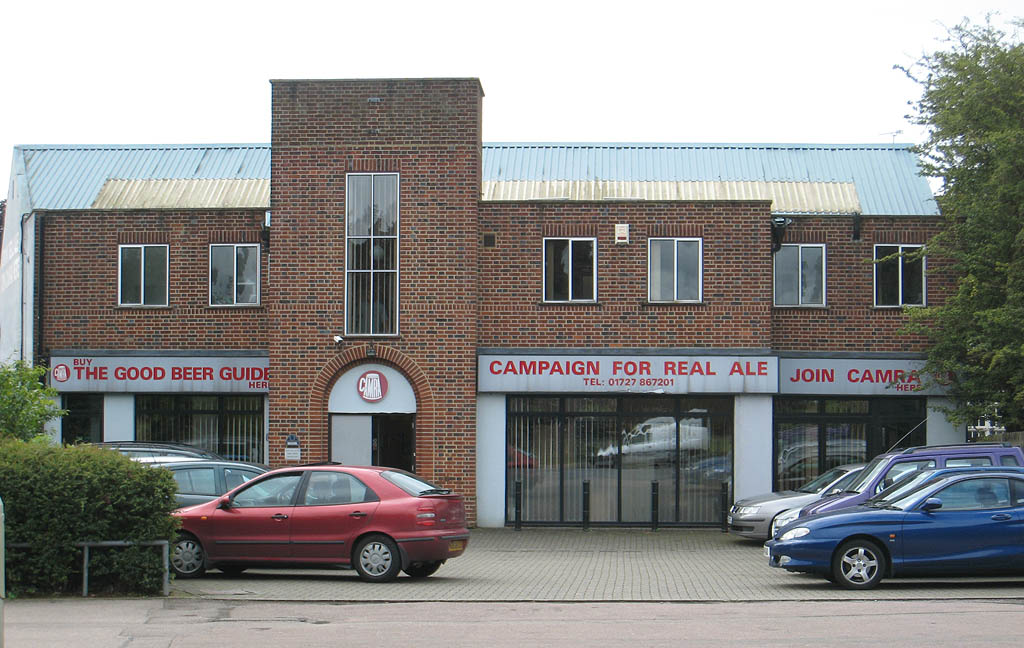
Siedziba organizacji przy Hatfield Road, St Albans

Campaign for Real Ale (ang. Kampania na rzecz Real Ale, w skrócie CAMRA) jest stowarzyszeniem zwolenników tradycyjnego, brytyjskiego piwa górnej fermentacji (ale) oraz pubów jako miejsca jego spożywania. CAMRA założona została 16 marca 1971 r. przez czterech członków założycieli Michael Hardman, Graham Lees, Jim Makin and Bill Mellor jako sprzeciw wobec sukcesywnego pogarszania się jakości brytyjskich piw oraz wprowadzania przemysłowych metod produkcji i sprzedaży. Organizacja, do której należy ponad 100 tys. członków, aktywnie promuje piwa warzone tradycyjnie i dba o zachowanie tradycyjnej kultury brytyjskich pubów, wydaje książki i czasopisma, organizuje festyny oraz konkursy piwne. Do najbardziej znanych publikacji CAMRY należy książka Good Beer Guide, czasopismo What's Brewing oraz magazyn Beer. W 1990 r. CAMRA wraz z podobnymi organizacjami z Belgii i Holandii założyła European Beer Consumers' Union – Europejską Unię Konsumentów Piwa. Pod pojęciem real ale (prawdziwe piwo) CAMRA rozumie piwo niepasteryzowane, nienasycane dodatkowym dwutlenkiem węgla, bez sztucznych aromatów i konserwantów.